# 트라스-우스-몽트스
《트라스-우스-몽트스》(포르투갈어: Trás-os-Montes 트라스우스몬트스[*])는 마르가리다 코르데이루 감독과 안토니우 헤이스 감독의 1979년 다큐픽션 영화이다.

## 출연
- 나탈리아 소에이루
- 루이스 페헤이라
- 마리아나 마르가리두
- 아르만두 마누엘
- 알비누 S. 페드루
- 올린다 몬테이루
- 일다 알메이다
- 카를루스 마르가리두
- 테레자 호드리게스
- 포르투나투 피르스
- 호잘리아 콤바
- 후이 페헤이라

## 같이 보기
- 다큐픽션